# Brynäs IF
Brynäs IF je švedski hokejski klub iz Gävleja, ki je bil ustanovljen leta 1939. S trinajstimi naslovi švedskega državnega prvaka je drugi najuspešnejši švedski klub.

## Lovorike
- Švedska liga: 13 (1963/64, 1965/66, 1966/67, 1967/68, 1969/70, 1970/71, 1971/72, 1975/76, 1976/77, 1979/80, 1992/93, 1998/99, 2011/12)

## Trenerji
| - Axel Svensson (1943-44) - Conny Eriksson (1954-57) - Arne Backman (1960-61) - Nils Bergström (1961-63) - Herbert Pettersson (1963-66) - Börje Mattsson (1966-67) - Nils Bergström (1967-69) - Tommy Sandlin (1969-77) - Rolf Andersson (1977-79) - Lennart Johansson (1979-80) - Tord Lundström (1980-81) - Lennart Johansson (1981-82) - Stig Salming (1982-87) - Tord Lundström (1987-88) - Staffan Tholson (1988-91) | - Tommy Sandlin (1991-96) - Göran Sjöberg (1996-98) - Roger Melin (1998-02) - Esko Nokelainen (2002-02) - Gunnar Persson (2002-04) - Tomas Jonsson (2004-04) - Roger Kyrö (2004-05) - Wayne Fleming (2005-05) - Leif Boork (2005-07) - Olof Östblom (2007-08) - Tomas Thelin (2007-08) - Leif Boork (2008-08) - Niklas Czarnecki (2008-2011) - Tommy Jonsson (2011-danes) |

## Upokojene številke
- 6 - Tord Lundström
- 26 - Anders Huss